# 마카리안 연쇄 은하
마카리안 연쇄 은하(Markarian's Chain)는 처녀자리에 있는 처녀자리 은하단의 일원이다. 사진 왼쪽에 있는 2개의 밝은 타원 은하(M84, M86)를 시작점으로 하여 NGC 4438을 거쳐 몇 몇 작게 보이는 은하들이 부드러운 곡선을 그리며, 오른쪽 아래의 M88까지 연결되어 있다.

## 명칭
다양한 크기를 가진 10개 이상의 은하들에 의해 열 지어진 은하들을 "마카리안 연쇄 은하 혹은 마카리안 은하 고리(The Markarian"s chain)"라고 부른다. 1970년대에 이 은하들을 발견한 아르메니아의 천문학자 이름을 딴 마카리안 연쇄 은하는 처녀자리의 중심 부분에 해당한다.

## 소속 은하단
우리 은하로부터 7,000만 광년 떨어져 있는 처녀자리 은하단(Virgo Cluster)은 수천 개(약 2,000개)이상의 은하를 포함하고 있으며, 우리 은하가 속한 국부 은하군(local group)도 이 처녀자리 은하단에 속한다.

## 구성원
은하단의 밀도가 높은 부분은 왼쪽에 밝게 보이는 두 개의 거대한 렌즈형 은하 M84(가장 좌측)와 M86 근처에 집중되어 있다. M86의 바로 옆에 위치한 나선은하 NGC 4438은 이웃은하인 나선은하 NGC 4435와 서로 끌어당기고 있어 찌그러져 보이는 것을 볼 수 있다. NGC 4458과 NGC 4477등을 거쳐 우측 하단의 밝은 M88 나선 은하 까지 이어진 마카리안 연쇄은하는 우연히 배치되어 있는 것처럼 보이지만 적어도 7개 은하가 함께 움직이고 있다. 중앙 위쪽에는 마카리안 연쇄은하의 구성원은 아니지만, 초거대 타원 은하 M87이 있다. 이 은하단은 우리 은하로부터 초속 약 1,000km의 속도로 멀어지고 있다.